# Aloe esculenta
Aloe esculenta é uma espécie de liliopsida do gênero Aloe, pertencente à família Asphodelaceae.